# General Paxon PCK-50
General Paxon PCK-50 (Paxon PCK-50) је био кућни рачунар фирме General који је почео да се производи у Јапану од 1985. године.
Користио је Z80A као микропроцесор. RAM меморија рачунара је имала капацитет од 32 kb до 64 kb. 

## Детаљни подаци
Детаљнији подаци о рачунару Paxon PCK-50 су дати у табели испод.
|                       |                                              |
| [ 1 ]                 |                                              |
| Произвођач            |                                              |
| Тип                   | кућни рачунар                                |
| Меморија              | 32 , до 64                                   |
| Поријекло             | Јапан                                        |
| Година                | 1985                                         |
| Тастатура             | QWERTY механичка                             |
| Процесор              |                                              |
| Фреквенција процесора | 3,6                                          |
| RAM                   | 32 , до 64                                   |
| ROM                   | 32                                           |
| Текст                 | 40 x 24                                      |
| Графика               | 256 x 192, 32 спрајтова                      |
| Боја                  | 16                                           |
| Звук                  | General Instrument AY-2-8910 генератор звука |
| Димензије             | 270 x 175 x 72                               |
| Портови               |                                              |
| Оперативни систем     |                                              |